# Hiba Fahsi
Hiba Fahsi (sinh ngày 5 tháng 2 năm 2001) là một vận động viên bơi lội Maroc. Cô đã tham gia cuộc thi bơi ngửa 50 mét của nữ tại Giải vô địch thể thao dưới nước thế giới 2017.